# قلنسوة (مدينة)
قلنسوة هي مدينة عربية في فلسطين، تقع اليوم في المنطقة الوسطى في فلسطين . تعتبر إحدى مدن المثلث الجنوبي، وتقع تحديدًا إلى الغرب من الطيبة، وإلى الشمال من الطيرة. بلغ عدد سكانها وفقًا لإحصائيات عام 2015 نحو 21,451 نسمة، وفي 2021 بلغ 23,877 نسمة. وتبلغ مساحتها 8.37 كم²، أي ما يُعادل 8,370 دونمًا. وترتفع 37 مترًا فوق مستوى سطح البحر.

## التسمية
قلنسوة، بفتح أوله وثانيه وسكون النون وسين مهملة وواو مفتوحة. بلفظ «قلنسوة» التي تلبس في الرأس. ويقول أهلها أن سبب تسميتها بهذا الاسم يعود إلى أنها تقوم على مرتفع يشبه القلنسوة. لها تسميات أخرى مثل «قلعة الصالح» و«البرج الحصين».[بحاجة لمصدر]

## التاريخ
- اسسها الفراعنة في عهد يوسف كمخزن للقمح والحنطة في المنطقة أيام قحط السبع سنين.
- اعاد ترميمها الملك داود واتمه سليمان.
- بعد وفاة الملك سليمان اهملت قلنسوة وخضعت لمملكة الشمال.
- وتم تدمير قلنسوة عام 590 ق.م على ايدي البابليون.
- ثم رممها الاسكندر المقدوني 332 ق.م وأصبحت تابعة للإمبراطورية اليونانية وسمي وادها بوادي الاسكندر.
- ثم خربها الاشوريون.
- وبقيت شبه مخربه يقطنها بعض الناس حتى حلول عام 200 م.
- في سنة 200م رممها الرومان واتخذوها حصن لهم كونها واقعة على درب السلاطين.
- وعام 638م فتح المسلمون قلنسوة بقيادة عمرو بن العاص في خلافة أبي بكر الصديق
- استولى عليها الصليبيون في سنة 1099م.
- في سنة 1187م فتحت من قبل صلاح الدين الايوبي ووقعت خوذتة داخل اسوارها فصرخ «قلنسوتي» فسميت البلد قلنسوة وكانت من قبل تعرف بالبرج أو قلعة الصالح.
- في سنة 1192م احتلها الصليبيين مجددا.
- سقطت قلنسوة بيد التتار سنة 1260م.
- في سنة 1265م سيطر عليها الظاهر بيبرس بعد تحريرها من التتار.
- في سنة 1517م سيطر العثمانيون على بلاد الشام وبضمنها قلنسوة.
- في سنة 1832م دخلت قلنسوة تحت الحكم المصري بقيادة القائد إبراهيم باشا. دام هذا الحكم حتى سنة 1840م حيث عادت فلسطين إلى الحكم العثماني.
- ضرب زلزال كبير قلنسوة في عام 1837م وأدى إلى تدمير جزئ كبير من دورها.
- في سنة 1915م احتلتها بريطانيا وسقطت من العثمانيين.
- ثم ضرب زلزال ثاني قوي قلنسوة يوم 11 تموز من عام 1927. مما دمر سورها بالكامل.
- وشاركت قلنسوة في ثورة عام 1936.
- حتى عام 1948 كانت قلنسوة من محاور المقاومة والدفاع، فكانت من اواخر القرى والمجمعات السكنية التي سقطت بيد الاحتلال الإسرائيلي.
- في سنة 1948 احتلتها إسرائيل وذلك بعد اتفاقية الأردن حيث تم تسليم أغلبية مناطق المثلث الجنوبي للاحتلال.

## الجغرافيا
تقع قلنسوة في منطقة سهل شارون على تلة يبلغ ارتفاعها 37 مترًا فوق مستوى سطح البحر، ويمر منها واد الإسكندر. يحدها من الشرق مدينة الطيبة ومن الغرب مدينة كفار يونا وبلدات صغيرة أخرى.

## السكان
كان في قلنسوة في عام 1922 871 نسمة. بلغوا في 1931 1,069 شخصًا؛ بينهم 541 من الذكور، و528 من الإناث، ولجميعهم 225 بيتًا. وفي 1 نيسان 1945 قدروا بـ 1,570 نسمة جميعهم عرب مسلمون. وفي أواخر عام 1949 كان فيها 1,120 نسمة. وفي 1 كانون الثاني 1961 كان عدد سكانها 2,780 نسمة. وهؤلاء السكان يعودون بأصلهم إلى مصر وجبل العرب وإلى قرية إماتين وإلى بني عقبة من بدو بئر السبع وغيرهم. ويبلغ عدد سكانها 21,451 نسمة وفقًا لإحصائيات عام 2015 و23,877 وفقًا لإحصائيات عام 2021، %99.8 منهم من العرب.
في 2019 وصل معدل الدخل الشهري للموظفين في قلنسوة 6,808 شيكل، وصُنّفت المدينة في العنقود الاجتماعي-الاقتصادي 3 (من 10). في السنة الدراسية 2021-2020 بلغت نسبة الاستحقاق لشهادة البجروت (شهادة الثانوية العامة) وسط طلاب الصف الثاني عشر %71.9.

## العمارة والتخطيط الحضري

### المعالم التاريخية
- البرج.
- المسجد القديم، الذي بني على أنقاض كنيسة رومانية عام 1911م.[2]
- النفق، الذي يمر تحت بيوت الحي القديم ويربط البرج بالبئر القديمة.
- العقود الأثرية، التي تقع تحت المسجد القديم والبرج.
- أضرحة الأولياء والصالحين، قبر الشيخ حسين، قبر الشيخ غريب، قبر الشيخ عبد الله، مقام الشيخ علي.
- مقبرة بني أمية.
- بئر الماء، الذي حفر في فترة صلاح الدين الأيوبي.

### المساجد

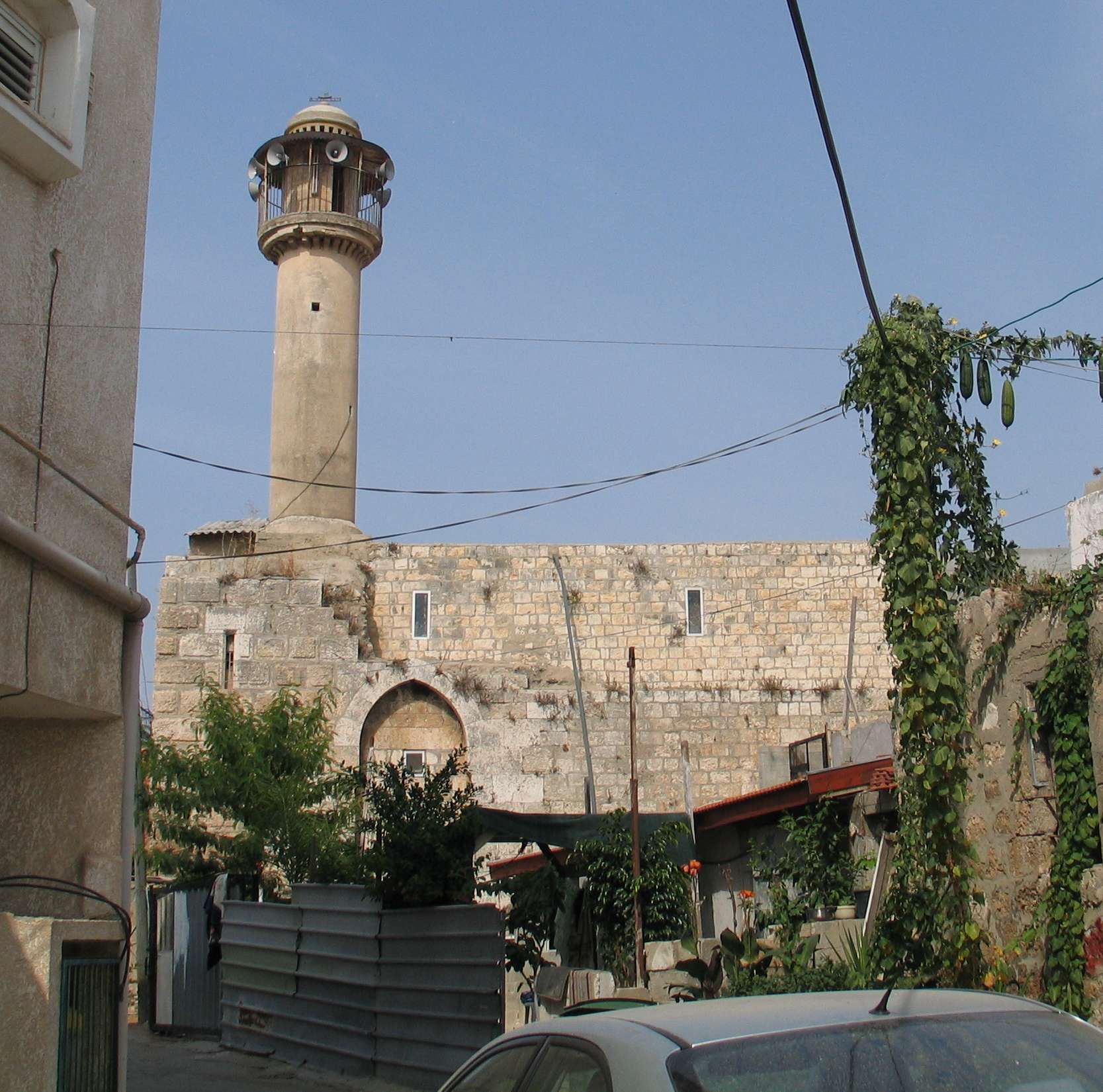
مسجد علي بن أبي طالب (المسجد القديم).

- مسجد علي بن أبي طالب (المسجد القديم).
- مسجد صلاح الدين الأيوبي (المسجد الشمالي).
- مسجد الرباط (المسجد الغربي).
- مسجد الفاروق (المسجد الجديد
- مسجد الرحمة

### المدارس
يوجد في قلنسوة خمس مدراس ابتدائية، وثلاث اعداديات، واربع ثانويات.

### المراكز
- مركز حراء لتحفيظ القرآن.
- المركز الجماهيري.
- ملعب كرة القدم.
- ملعب كرة السلة.
- المتنزه.
- مبنى البلدية.
- دار القران الكريم.
- مركز الرفاه الاجتماعي.